# Place Venceslas
La place Venceslas (en tchèque Václavské náměstí ) est, au cœur de la ville, une des places principales de Prague, en République tchèque. Il s'agit d'une ancienne place, appelée autrefois le Marché aux chevaux (Kǒnský trh). Sa surface de 41 400 m2 est exceptionnelle pour le Moyen Âge. Elle prendra son actuel nom de « place Venceslas » en 1848. Elle est dédiée au saint patron du pays, Venceslas Ier de Bohême dont la statue équestre domine le haut de la place.
Cœur de la vie moderne de Prague, la place a joué un rôle primordial dans l'histoire récente du pays et plusieurs événements marquants s’y sont déroulés : la déclaration de la Première République tchécoslovaque en 1918, la confrontation avec les chars soviétiques en 1968 et les importantes manifestations de la Révolution de velours qui renversa le régime communiste en 1989. L'étudiant Jan Palach s'y immole par le feu en 1969 pour protester contre l'occupation par les troupes du pacte de Varsovie.

## Description

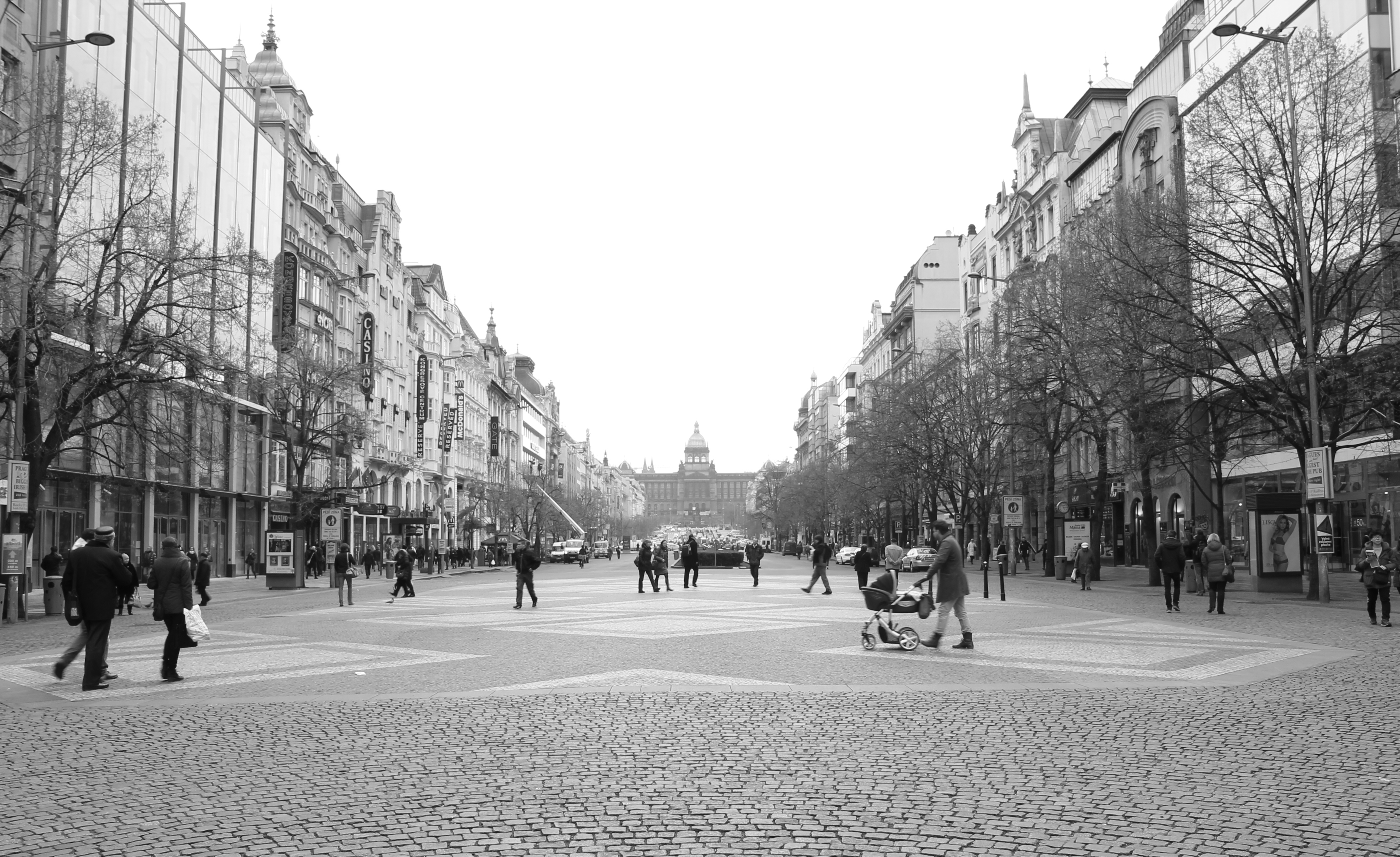
La place en janvier 2014.

Considérée comme l’équivalent des Champs-Élysées parisiens, cette très large avenue est bordée par nombre de palais et bâtiments de grande valeur architecturale. Les deux rangées de tilleuls qui longent la place d'un bout à l’autre participent également du charme historique de l’endroit.
La place est dominée par la statue équestre de saint Venceslas, au pied de laquelle se donnent rendez-vous les Pragois, et par le Musée national. À l’opposé, elle rejoint deux importantes artères commerçantes de la ville : les rues Na příkopě et Národní třída.
L'ancien marché aux chevaux ressemble aujourd'hui plus à une avenue qu'à une véritable place avec ses 720 m de long pour 60 m de large. 
La nuit, la place Venceslas prend une autre dimension. L’afflux de touristes étrangers a provoqué l’apparition de nombreux « cabarets » (nom local des maisons closes).
À chaque extrémité de la place se trouve une station de métro, Muzeum desservie par les lignes A et C, et Můstek desservie par les lignes A et B.

## Architecture et édifices remarquables
La place abrite une statue équestre de saint Venceslas réalisée en 1912) par Josef Václav Myslbek, entouré des saints patrons de la Tchécoslovaquie (œuvres d'Alois Dryác). Une œuvre de David Černy réalisée en 1999, Kůň (« Cheval »), y fait directement référence dans la galerie marchande Art nouveau du palais Lucerna.
La place abrite plusieurs édifices remarquables Art nouveau. Le Grand Hôtel Europa, construit entre 1903 et 1906, a conservé sa façade ainsi qu'une grande partie des décorations intérieures d'origine (comptoirs, miroirs, lambris, lustres). Le palais Koruna (1914), abritant bureaux et boutiques, est pour sa part coiffé d'une couronne (koruna).
La maison Wiehl, nommée d'après son architecte Antonín Wiehl, est un édifice néo-Renaissance de cinq étages achevé en 1896. Mikoláš Aleš a conçu une partie de sa décoration Art nouveau.

## La place à travers l'histoire
La place Venceslas joue un rôle important dans l'histoire des Pragois. C'est lors d'un événement historique, la Révolution de 1848, qu'elle devient un symbole de l'identité et de la pérennité de la nation tchèque et reçoit son nom actuel. En 1918, des manifestations en faveur de l'indépendance nationale la même année.
Après la Seconde Guerre mondiale, sous le régime communiste, les défilés officiels du 1er mai s'y déroulent tous les ans.
En août 1968, les Pragois tentent d'y arrêter l'avancée des chars soviétiques dans la ville. L'année suivante, l'étudiant Jan Palach s'y immole, au pied de la statue équestre.

## Galerie de photos

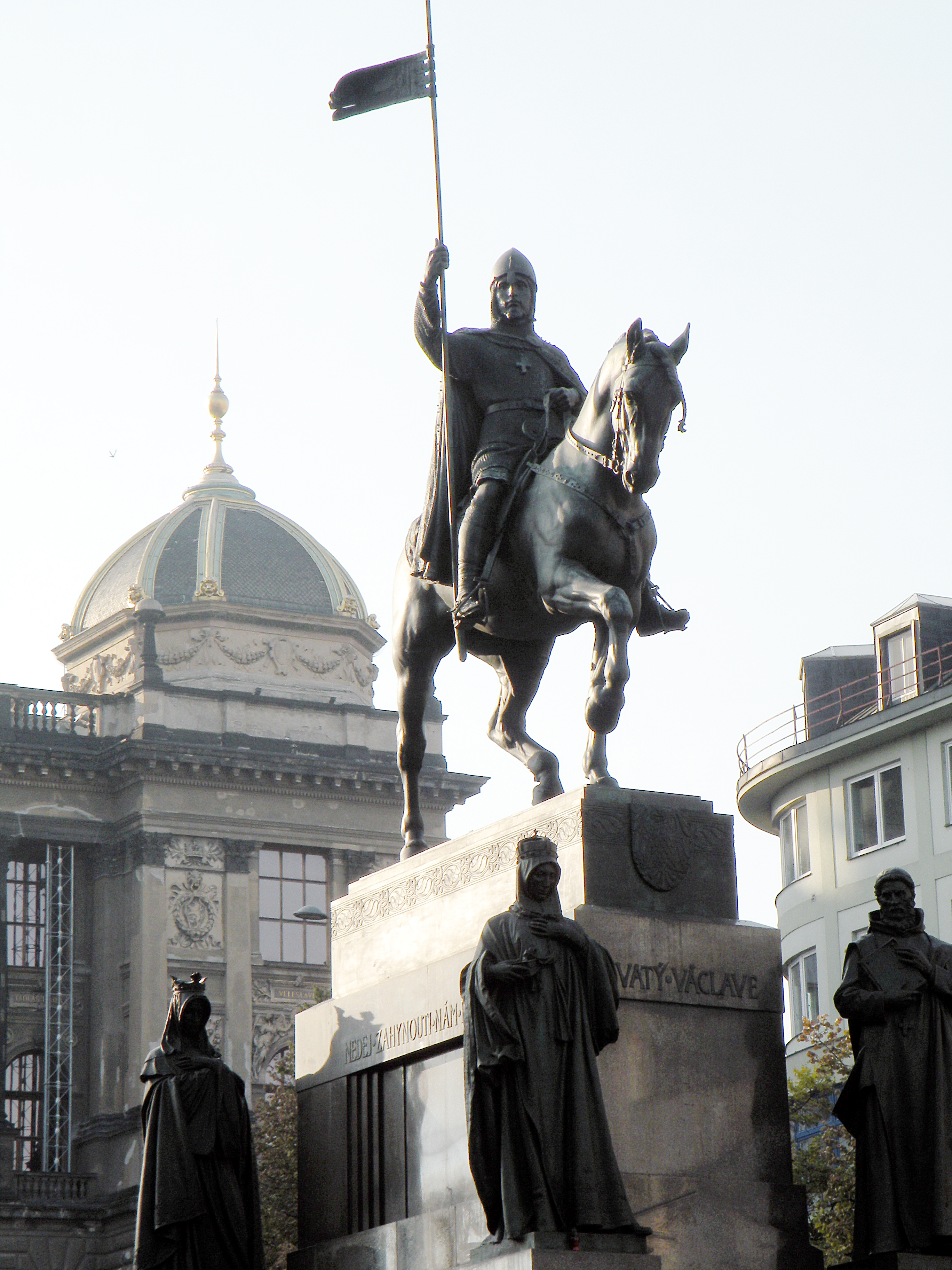
La statue équestre de saint Venceslas.
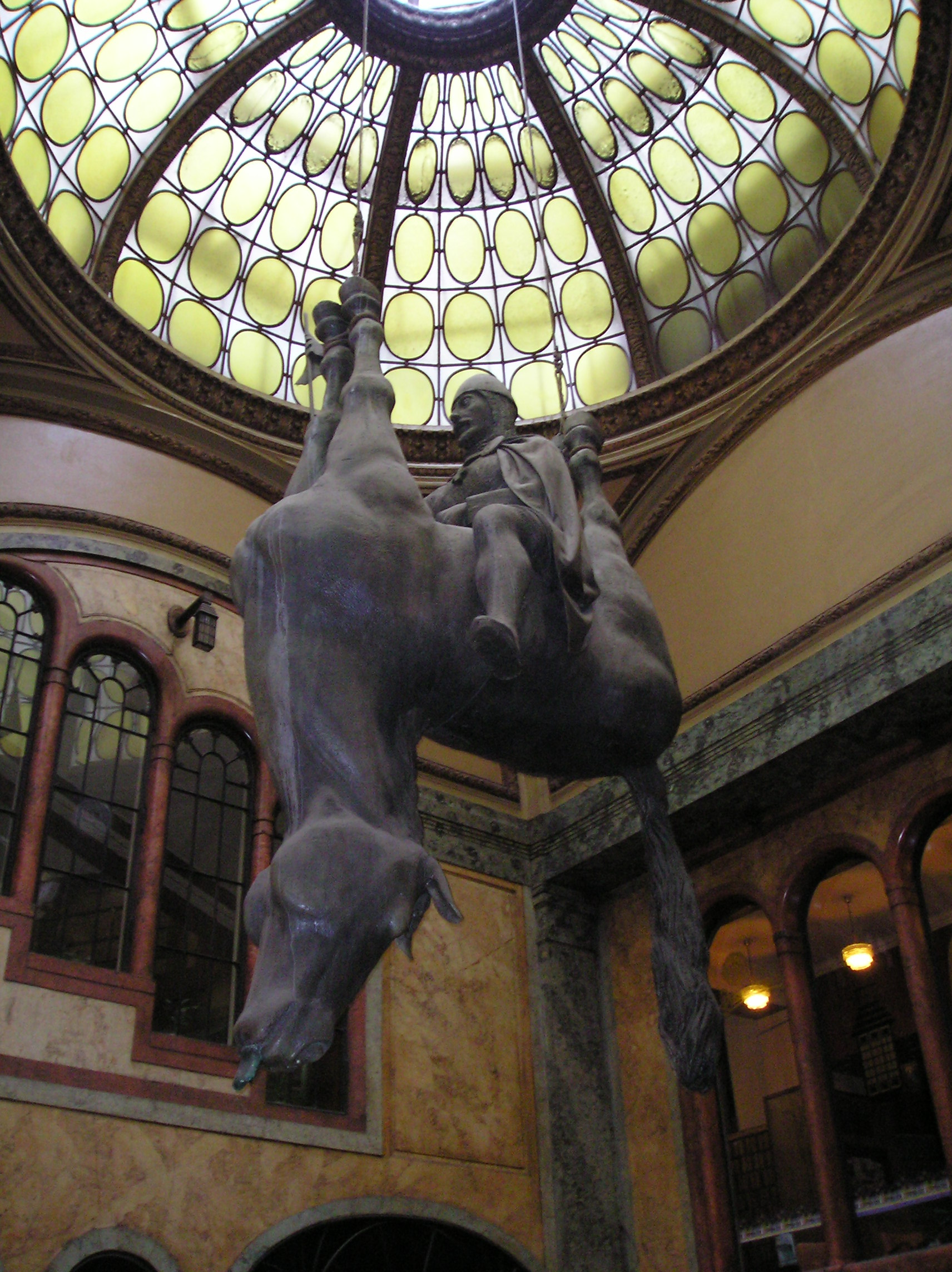
Kůň, galerie du palais Lucerna.
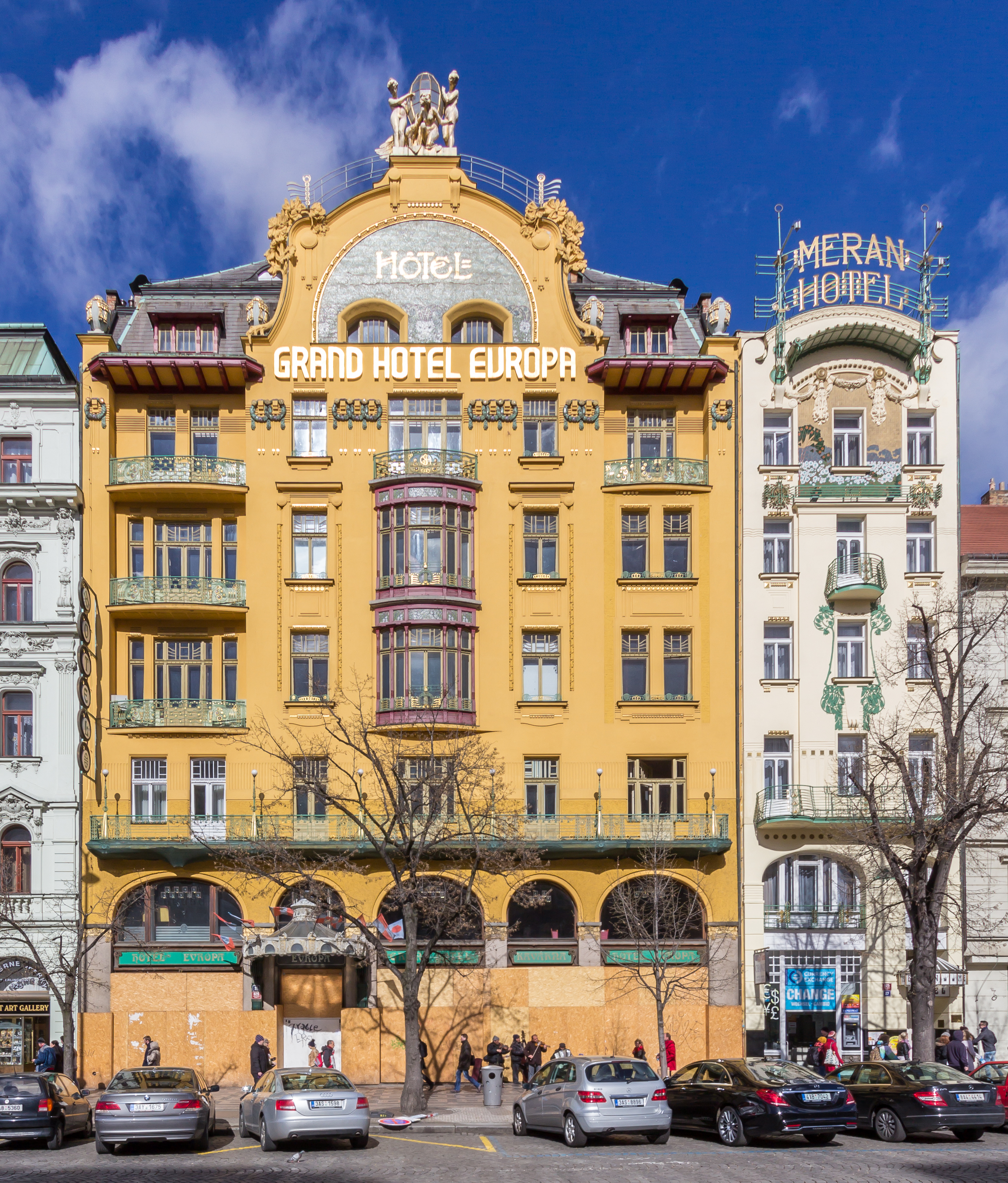
Grand Hôtel Europa.
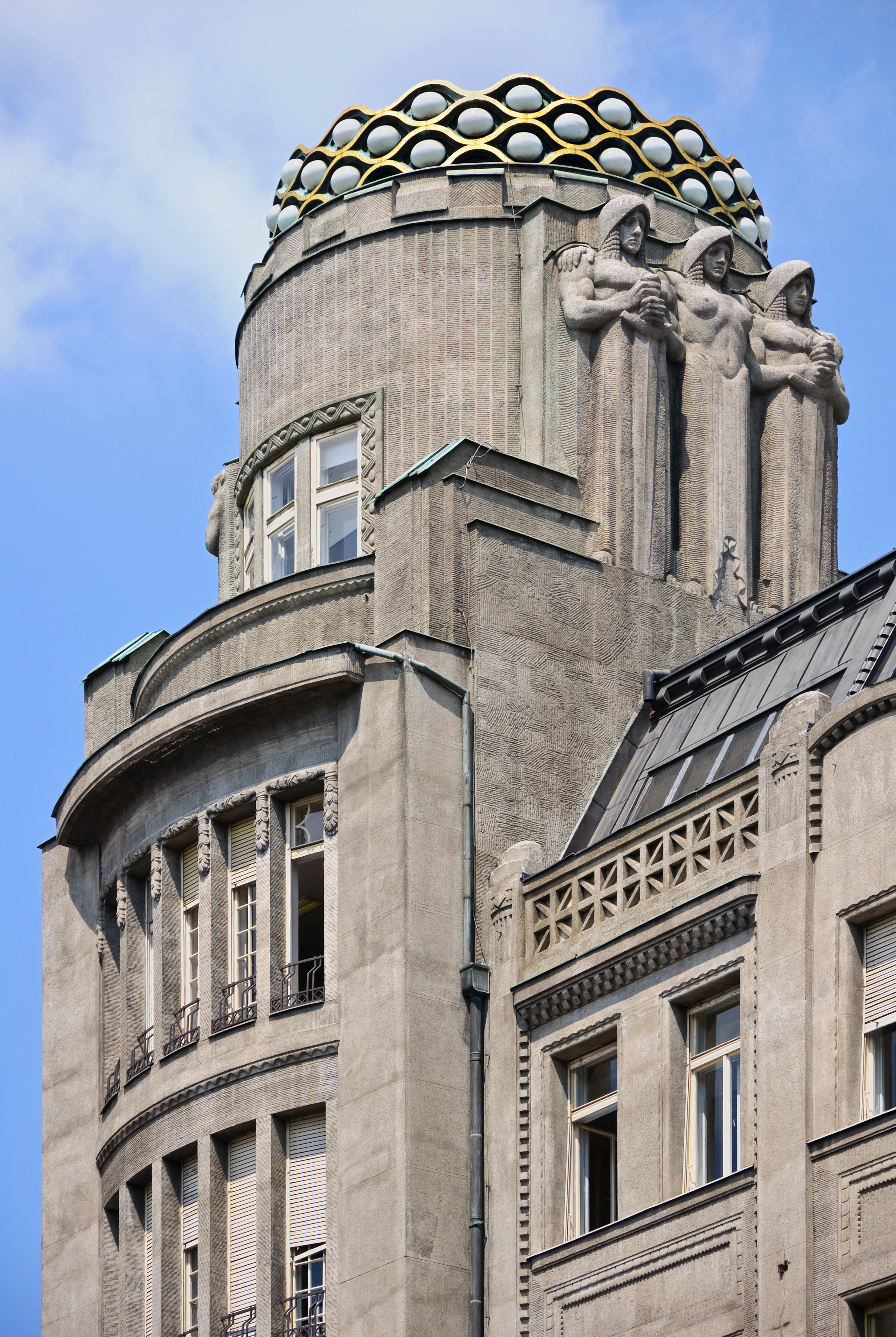
Le palais Koruna.
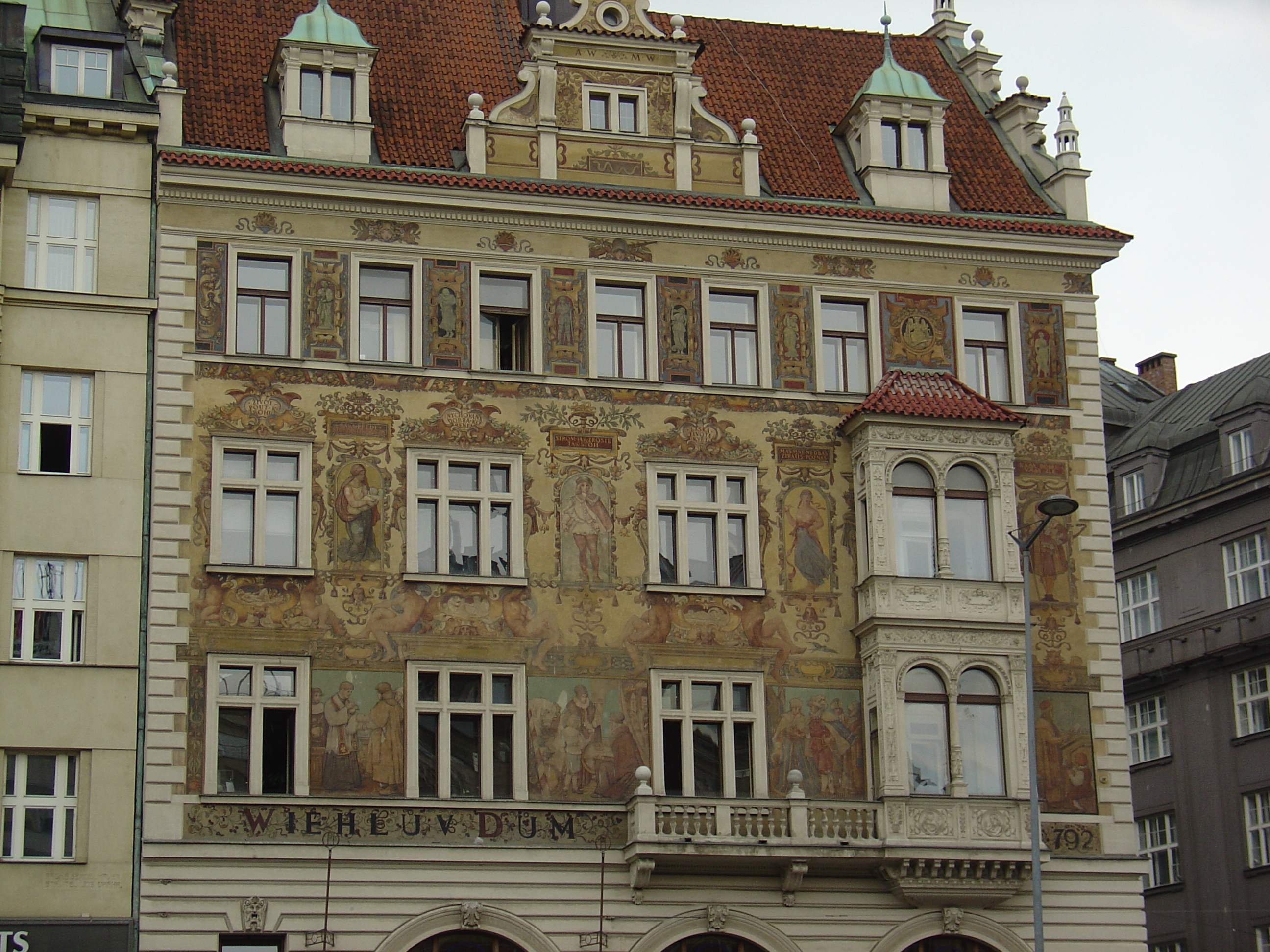
La maison Wiehl.
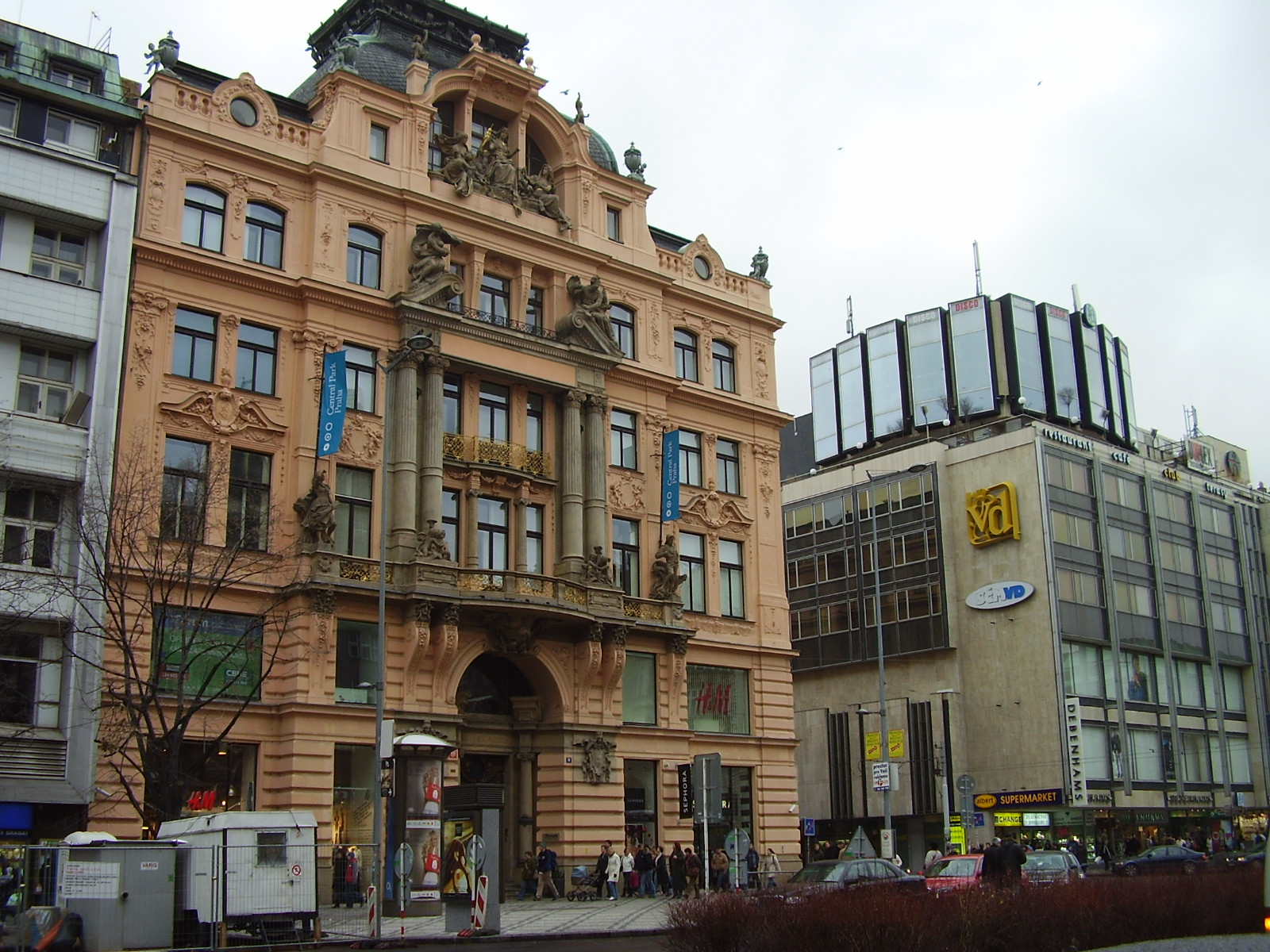
Immeuble des Assicurazioni Generali où Franz Kafka travailla pendant dix mois en 1906-1907.
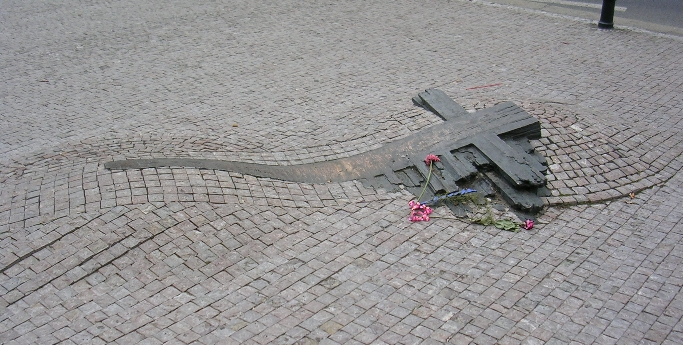
Mémorial dédié à Jan Palach.
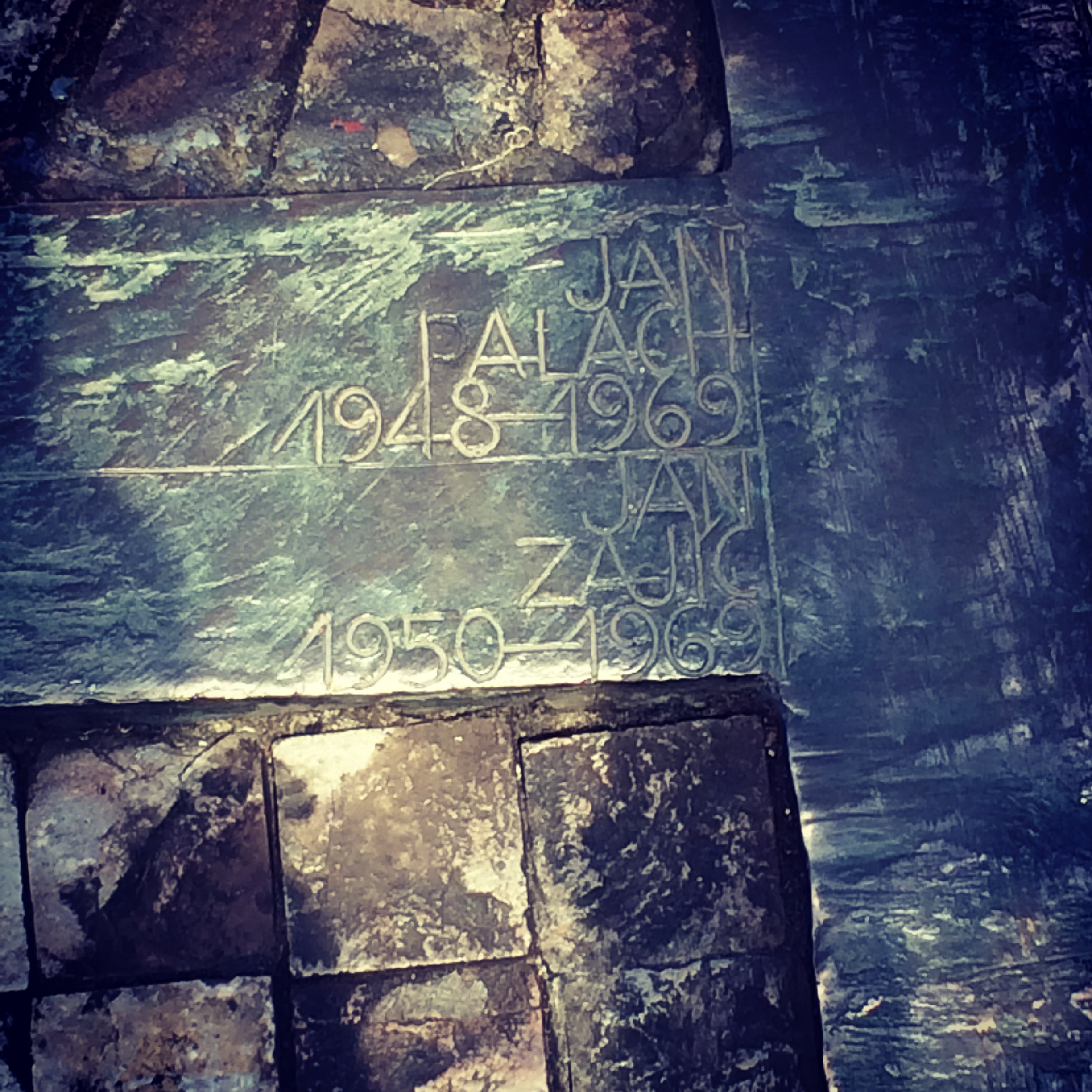
Détail du mémorial.